# God Speed (album)
A God Speed Okui Maszami tizenegyedik stúdióalbuma, összes albumot beleszámítva a tizennyolcadik nagylemeze. 2006. február 24-én jelent meg az énekesnő által alapított Evolution kiadó gondozásában. Rajongók szerint ez a legváltozatosabb, legsokszínűbb albuma, a rock és a popzene több változatát megismerhetjük a korongon. Viszont úgy tűnik, hogy a japán zene rajongóknak nem jött be az album, ugyanis a japán heti lemezeladási listának csak a 111. helyét érte el, ezzel ez az album érte el a legalacsonyabb helyezést.

## Dalok listája
| #   | Cím                              | Szöveg       | Zeneszerző                     | Hangszerelés                   | Hossz |
| --- | -------------------------------- | ------------ | ------------------------------ | ------------------------------ | ----- |
| 1.  | Wild Cat                         | Okui Maszami | Ippei                          | Nils                           | 4:50  |
| 2.  | Subliminal                       | Okui Maszami | Monta                          | Monta                          | 4:47  |
| 3.  | God Speed                        | Okui Maszami | Monta                          | Szuzuki Daicsi Hidejuki        | 3:51  |
| 4.  | Micu (DVD Drama "Ray" főcímdal)  | Okui Maszami | Okui Maszami                   | Monta                          | 6:32  |
| 5.  | Red                              | Okui Maszami | Okui Maszami                   | Szuzuki Sunszuke               | 4:33  |
| 6.  | Last Sun                         | Okui Maszami | Ueszuki Hirosi                 | Ueszuki Hirosi                 | 3:51  |
| 7.  | Timeliness                       | Okui Maszami | Takato Daidzsu és Okui Maszami | Daiju Takato                   | 4:10  |
| 8.  | Paradise Lost                    | Okui Maszami | Macaroni                       | Macaroni                       | 3:57  |
| 9.  | Pride                            | Okui Maszami | Okui Maszami                   | Monta                          | 5:41  |
| 10. | Gift (DVD Drama "Gift" főcímdal) | Okui Maszami | Okui Maszami                   | Egucsi Takahito                | 7:07  |
| 11. | Moejo! Generation                | Okui Maszami | Macaroni                       | Macaroni                       | 3:35  |
| 12. | Trust (Session Mix)              | Okui Maszami | Okui Maszami                   | Seikou Takaoka és Daiju Takato | 4:17  |

- A Trust a He Is My Master című anime főcímdala.

## Albumból készült kislemezek
- Trust / A Confession of Tokio (2005. május 11.)
- Micu (2006. január 25.)